# E-Prix di Santiago 2020
L'E-Prix di Santiago 2020 (ufficialmente 2020 Antofagasta Minerals Santiago E-Prix) è stato il terzo appuntamento del Campionato di Formula E 2019-2020, che si è tenuto sul circuito di Parque O'Higgins il 18 gennaio 2020.
La gara è stata vinta da Maximilian Günther, nella sua prima vittoria nella serie, seguito da António Félix da Costa, in seconda posizione, e da Mitch Evans, in terza posizione, quest'ultimo ha anche effettuato la Pole Position.

## Prima della gara

### Preoccupazioni
A novembre 2019, sono state sollevate preoccupazioni sulla gara, a causa delle proteste cilene del 2019-2020, che avevano visto rinvii e sospensioni delle partite di calcio all'inizio del mese, i vertici APEC e COP25, mentre la finale della Copa Libertadores è stata spostata a Lima, in Perù, e il Rally del Cile è stato annullato. Nonostante le preoccupazioni, l'evento è stato annunciato ufficialmente il 13 novembre, mentre la Formula E ha continuato a monitorare la situazione politico-sociale della città. La Formula E in seguito ha ribadito il suo impegno a correre in città, mentre in seguito è stato rivelato che, diversamente dal Rally del Cile, la gara è stata finanziata privatamente, senza finanziamenti pubblici.

### Layout
Il layout del circuito è stato modificato, rispetto all'edizione precedente, alla curva dopo il rettilineo è stata rimossa la chicane, e la pit lane è stata spostata al lato opposto, cioè nella parte interna del circuito. La curva 1, inizialmente una curva a destra è stata trasformata in una curva a sinistra, e aggiungendo poi una curva addizionale a destra. Nell'ultimo settore, invece, è stata rimossa una chicane. La Formula E ha deciso di rimuovere le chicane in modo ridurre il numero di incidenti, che si sono verificati in diverse gare della stagione precedente causando lunghi periodi di bandiera rossa.

## Prove libere
| Pos.           | No.            | Pilota                 | Squadra                 | Tempo          |
| Prove libere 1 | Prove libere 1 | Prove libere 1         | Prove libere 1          | Prove libere 1 |
| -------------- | -------------- | ---------------------- | ----------------------- | -------------- |
| 1              | 2              | Sam Bird               | Envision Virgin Racing  | 1:04.914       |
| 2              | 13             | António Félix da Costa | DS Techeetah            | 1:05.064       |
| 3              | 48             | Edoardo Mortara        | ROKiT Venturi Racing    | 1:05:096       |
| Prove libere 2 |                |                        |                         |                |
| 1              | 22             | Oliver Rowland         | Nissan e.dams           | 1:04.799       |
| 2              | 19             | Felipe Massa           | Envision Virgin Racing  | 1:04.930       |
| 3              | 20             | Mitch Evans            | Panasonic Jaguar Racing | 1:05:046       |

## Qualifiche
| Gruppi qualifiche | Gruppi qualifiche | Gruppi qualifiche | Gruppi qualifiche | Gruppi qualifiche | Gruppi qualifiche | Gruppi qualifiche |
| ----------------- | ----------------- | ----------------- | ----------------- | ----------------- | ----------------- | ----------------- |
| Gruppo 1          | SIM (1)           | VAN (2)           | BIR (3)           | ROW (4)           | DIG (5)           | LOT (6)           |
| Gruppo 2          | MOR (7)           | FRI (8)           | DEV (9)           | ABT (10)          | CAL (11)          | JEV (12)          |
| Gruppo 3          | DAC (13)          | HAR (14)          | DAM (15)          | EVA (16)          | WEH (17)          | GUE (18)          |
| Gruppo 4          | MAS (19)          | BUE (20)          | JAN (21)          | TUR (22)          | QMA (23)          | MUL (24)          |

| Pos.   | No. | Pilota                 | Squadra                   | Qualifica    | Superpole | Griglia |
| ------ | --- | ---------------------- | ------------------------- | ------------ | --------- | ------- |
| 1      | 20  | Mitch Evans            | Panasonic Jaguar Racing   | 1:04.941     | 1:04.827  | 1       |
| 2      | 28  | Maximilian Günther     | BMW i Andretti Motorsport | 1:05.169     | 1:05.102  | 2       |
| 3      | 94  | Pascal Wehrlein        | Mahindra Racing           | 1:05.525     | 1:05.645  | 3       |
| 4      | 19  | Felipe Massa           | ROKiT Venturi Racing      | 1:05.463     | 1:05.645  | 4       |
| 5      | 3   | Oliver Turvey          | NIO 333                   | 1:05.510     | 1:05.788  | 5       |
| 6      | 23  | Sébastien Buemi        | Nissan e.dams             | 1:05.390     | 1:05.809  | 6       |
| 7      | 48  | Edoardo Mortara        | ROKiT Venturi Racing      | 1:05.547     |           | 7       |
| 8      | 17  | Nyck de Vries          | Mercedes-Benz EQ          | 1:05.560     | 8         |         |
| 9      | 5   | Stoffel Vandoorne      | Mercedes-Benz EQ          | 1:05.566     | 9         |         |
| 10     | 13  | António Félix da Costa | DS Techeetah              | 1:05.574     | 10        |         |
| 11     | 25  | Jean-Éric Vergne       | DS Techeetah              | 1:05.625     | 11        |         |
| 12     | 18  | Neel Jani              | TAG Heuer Porsche         | 1:05.696     | 12        |         |
| 13     | 66  | Daniel Abt             | Audi Sport ABT Schaeffler | 1:05.745     | 13        |         |
| 14     | 36  | André Lotterer         | TAG Heuer Porsche         | 1:05.801     | 14        |         |
| 15     | 27  | Alexander Sims         | BMW i Andretti Motorsport | 1:05.848     | 15        |         |
| 16     | 2   | Sam Bird               | Envision Virgin Racing    | 1:05.886     | 16        |         |
| 17     | 6   | Brendon Hartley        | GEOX Dragon               | 1:06.126     | 17        |         |
| 18     | 51  | James Calado           | Panasonic Jaguar Racing   | 1:06.305     | 18        |         |
| 19     | 7   | Nico Müller            | GEOX Dragon               | 1:06.367     | 19        |         |
| 20     | 64  | Jérôme d'Ambrosio      | Mahindra Racing           | 1:07.692     | 20        |         |
| 21     | 4   | Robin Frijns           | Envision Virgin Racing    | 1:09.089     | 21        |         |
| SQ     | 22  | Oliver Rowland         | Nissan e.dams             | Nessun tempo | 23        |         |
| 23     | 11  | Lucas Di Grassi        | Audi Sport ABT Schaeffler | 1:26.526     | 22        |         |
| NP/SQ  | 33  | Ma Qinghua             | NIO 333                   | -            | 24        |         |
| Fonti: |     |                        |                           |              |           |         |

## Gara
| Pos.   | No. | Pilota                 | Squadra                   | Giri | Tempo/Ritiro            | Griglia | Punti  |
| ------ | --- | ---------------------- | ------------------------- | ---- | ----------------------- | ------- | ------ |
| 1      | 28  | Maximilian Günther     | BMW i Andretti Motorsport | 40   | 46:11.511               | 2       | 25     |
| 2      | 13  | António Félix da Costa | DS Techeetah              | 40   | +2.067                  | 10      | 18     |
| 3      | 20  | Mitch Evans            | Panasonic Jaguar Racing   | 40   | +5.119                  | 1       | 15+1+3 |
| 4      | 94  | Pascal Wehrlein        | Mahindra Racing           | 40   | +7.050                  | 3       | 12     |
| 5      | 17  | Nyck de Vries          | Mercedes-Benz EQ          | 40   | +9.883                  | 8       | 10     |
| 6      | 5   | Stoffel Vandoorne      | Mercedes-Benz EQ          | 40   | +11.237                 | 9       | 8      |
| 7      | 11  | Lucas Di Grassi        | Audi Sport ABT Schaeffler | 40   | +14.437                 | 22      | 6      |
| 8      | 51  | James Calado           | Panasonic Jaguar Racing   | 40   | +18.255                 | 18      | 4      |
| 9      | 19  | Felipe Massa           | ROKiT Venturi Racing      | 40   | +20.430                 | 4       | 2      |
| 10     | 2   | Sam Bird               | Envision Virgin Racing    | 40   | +21.780                 | 16      | 1+1    |
| 11     | 3   | Oliver Turvey          | NIO 333                   | 40   | +27.778                 | 5       |        |
| 12     | 7   | Nico Müller            | GEOX Dragon               | 40   | +33.786                 | 19      |        |
| 13     | 23  | Sébastien Buemi        | Nissan e.dams             | 40   | +43.257                 | 6       |        |
| 14     | 66  | Daniel Abt             | Audi Sport ABT Schaeffler | 40   | +47.198                 | 13      |        |
| 15     | 4   | Robin Frijns           | Envision Virgin Racing    | 40   | +1 giro                 | 21      |        |
| 16     | 33  | Ma Qinghua             | NIO 333                   | 39   | +1 giro                 | 24      |        |
| 17     | 22  | Oliver Rowland         | Nissan e.dams             | 36   | +4 giro                 | 23      |        |
| NC     | 64  | Jérôme d'Ambrosio      | Mahindra Racing           | 40   | +1:57.624               | 20      |        |
| Rit    | 6   | Brendon Hartley        | GEOX Dragon               | 35   | Ritiro                  | 17      |        |
| Rit    | 25  | Jean-Éric Vergne       | DS Techeetah              | 32   | Danno all'ala anteriore | 11      |        |
| Rit    | 48  | Edoardo Mortara        | ROKiT Venturi Racing      | 29   | Incidente               | 7       |        |
| Rit    | 27  | Alexander Sims         | BMW i Andretti Motorsport | 4    | Incidente               | 15      |        |
| Rit    | 18  | Neel Jani              | TAG Heuer Porsche         | 2    | Incidente               | 12      |        |
| SQ     | 36  | André Lotterer         | TAG Heuer Porsche         | 26   | Eccesso di energia      | 14      |        |
| Fonte: |     |                        |                           |      |                         |         |        |

## Classifica
Classifica piloti
| +/-    | Pos | Pilota                 | Punti |
| ------ | --- | ---------------------- | ----- |
|        | 1   | Stoffel Vandoorne      | 38    |
|        | 2   | Alexander Sims         | 35    |
|        | 3   | Sam Bird               | 28    |
|        | 4   | Maximilian Günther     | 25    |
|        | 5   | Lucas Di Grassi        | 24    |
|        | 6   | Oliver Rowland         | 22    |
|        | 7   | António Félix da Costa | 21    |
|        | 8   | Mitch Evans            | 21    |
|        | 9   | André Lotterer         | 18    |
|        | 10  | Edoardo Mortara        | 18    |
|        | 11  | Nyck de Vries          | 18    |
|        | 12  | Pascal Wehrlein        | 12    |
|        | 13  | Robin Frijns           | 10    |
|        | 14  | James Calado           | 10    |
|        | 15  | Daniel Abt             | 8     |
|        | 16  | Jean-Éric Vergne       | 4     |
|        | 17  | Felipe Massa           | 2     |
|        | 18  | Jérôme d'Ambrosio      | 2     |
|        | 19  | Brendon Hartley        | 2     |
|        | 20  | Nico Müller            | 0     |
|        | 21  | Sébastien Buemi        | 0     |
|        | 22  | Oliver Turvey          | 0     |
|        | 23  | Neel Jani              | 0     |
|        | 24  | Ma Qinghua             | 0     |
| Fonte: |     |                        |       |

Classifica squadre
| +/-    | Pos | Squadra                          | Punti |
| ------ | --- | -------------------------------- | ----- |
|        | 1   | BMW i Andretti Motorsport        | 60    |
|        | 2   | Mercedes-Benz EQ Formula E Team  | 56    |
|        | 3   | Envision Virgin Racing           | 38    |
|        | 4   | Audi Sport ABT Schaeffler        | 32    |
|        | 5   | Panasonic Jaguar Racing          | 31    |
|        | 6   | DS Techeetah                     | 25    |
|        | 7   | Nissan e.dams                    | 22    |
|        | 8   | ROKiT Venturi Racing             | 20    |
|        | 9   | TAG Heuer Porsche Formula E Team | 18    |
|        | 10  | Mahindra Racing                  | 14    |
|        | 11  | Geox Dragon                      | 2     |
|        | 12  | NIO 333 FE Team                  | 0     |
| Fonte: |     |                                  |       |